# 修斯陨击坑
修斯陨击坑（Suess）是火星南海区的一座撞击坑，其中心坐标位于南纬67.1度、西经178.6度处，直径71.9公里（14.29英里）。该特征取名自奥地利地质学家爱德华·修斯（1831年－1914年），1973年被国际天文联合会行星系统命名工作组批准接受。

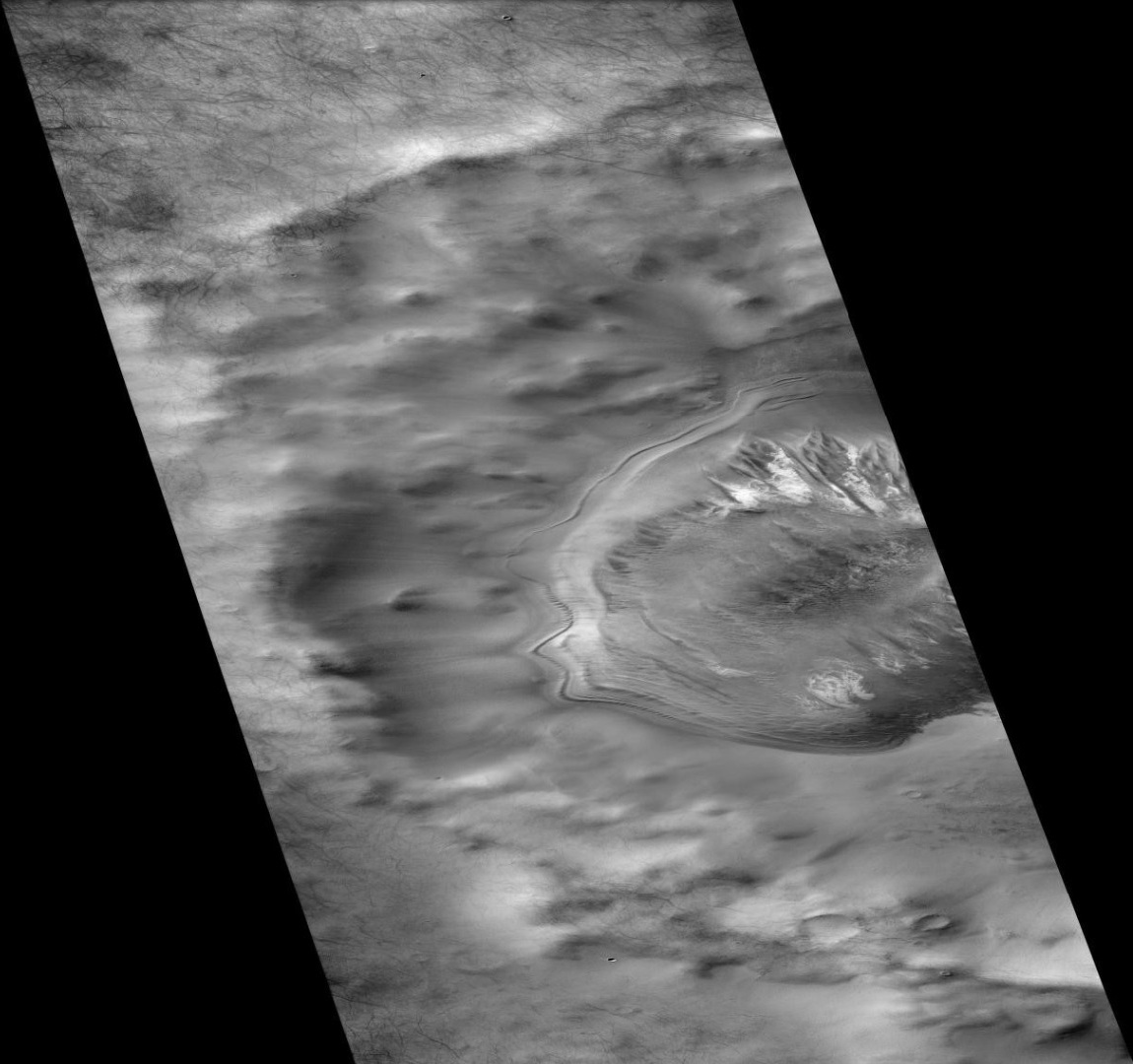
火星勘测轨道飞行器背景相机拍摄的修斯陨击坑。

## 另请查看
- 火星撞击坑